# 水野達夫
水野 達夫（みずの たつお）は、日本の外交官。2007年からネパール駐箚特命全権大使。大阪府大阪市阿倍野区出身。

## 経歴・人物
大阪府立天王寺高等学校出身。東京大学文学部社会学科在学中に外務公務員採用上級試験に合格する。1973年（昭和48年）東大を卒業し、外務省に入省した。
- 1992年（平成4年） 在フランス日本国大使館参事官
- 1995年（平成7年）1月 外務省領事移住部邦人保護課長
- 1998年（平成10年） 駐アイルランド公使
- 2000年（平成12年） オークランド総領事
- 2003年（平成15年）9月 神戸大学大学院国際協力研究科教授
- 2007年（平成19年）10月 駐ネパール特命全権大使[2]
- 2011年（平成23年）11月8日 同大使を辞職[3]。
- 日本ネパール友好議連最高顧問、ネパール政府ルンビニ親善大使、特定非営利活動法人安らぎ呼吸プロジェクト理事
- 2022年（令和4年）4月 瑞宝中綬章受章[4]

## 同期
- 河野雅治（11年駐伊大使・09年駐露大使・07年外務審議官・05年総合外交政策局長）
- 塩尻孝二郎（11年EU大使・08年駐インドネシア大使・05年外務省大臣官房長）
- 天野万利（07年OECD事務次長）
- 塩崎修（08年駐ホンジュラス大使）
- 坂場三男（08年駐ベトナム大使・06年外務報道官・中南米局長）
- 伊藤哲雄（09年駐ハンガリー大使・05年駐カザフスタン大使）
- 加来至誠（11年駐ホンジュラス大使、07年駐エルサルバドル大使）
- 杉本信行（01年上海総領事）
- 鈴木一泉（10年駐コロンビア大使）
- 並木芳治（10年駐コスタリカ大使）
- 中村滋（11年駐マレーシア大使・06年駐サウジアラビア大使・04国際情報統括官）
- 岩谷滋雄（10年駐オーストリア大使・07年駐ケニア大使）
- 鹿取克章（11年駐インドネシア大使・06年駐イスラエル大使）
- 黒田義久（10年駐ウズベキスタン大使）
- 塩口哲朗（11年駐ベネズエラ大使・08年駐ヨルダン大使・06年国際協力銀行理事・04年駐コートジボワール大使）
- 堀江正彦（07年駐マレーシア大使・04年駐カタール大使）
- 神谷武（11年駐パラグアイ大使・08年駐アルジェリア大使）
- 岡田眞樹（11年駐タンザニア大使・09年農畜産業振興機構理事）
- 小林正雄（11年駐ガボン大使・10年官房調査官）
- 佐藤博史（12年駐キューバ大使）
- 川原英一（13年駐グアテマラ大使）
- 吉田潤（13年駐モーリタニア大使）